# Fenički jezik
Fenički jezik (ISO 639-3: phn) je bio jezik drevnih Feničana koji se između 2. i 1. tisućljeća prije Krista govorio na području današnjeg Izraela i Libanona, nekadašnja Fenicija.
Pripadao je skupini semitskih jezika, kanaanskoj podgrupi.

## Vanjske poveznice
- Trenutačno izdanje Ethnolguea: kôd phn